# تیم ملی فوتبال گامبیا
تیم ملی فوتبال گامبیا نماینده کشور گامبیا در مسابقات بین‌المللی و آفریقایی است که زیر نظر فدراسیون فوتبال گامبیا فعالیت می‌کند.
اولین بازی رسمی این تیم در تاریخ ۵ دسامبر ۱۹۶۲ میلادی در برابر تیم ملی فوتبال سنگال برگزار شده است.